# Frostius
Frostius es un pequeño género de anfibios de la familia Bufonidae cuyo nombre hace referencia a Darrel R. Frost, del Museo Americano de Historia Natural (museo situado en Nueva York, Estados Unidos). Frost ha sido responsable de la amplia revisión taxonómica de anfibios realizada en 2006. Se distribuyen por el nordeste de Brasil.

## Especies
Se reconocen las siguientes según ASW:
| Nombre binomial           | Autor                      |
| ------------------------- | -------------------------- |
| Frostius erythrophthalmus | Pimenta & Caramaschi, 2007 |
| Frostius pernambucensis   | (Bokermann, 1962)          |